# Rudolph Minkowski
Rudolph Minkowski, nome completo Rudolf Leo Bernhard Minkowski (Strasburgo, 28 maggio 1895 – Berkeley, 4 gennaio 1976), è stato un astronomo tedesco naturalizzato statunitense.
Figlio di Oskar Minkowski, suo zio era Hermann Minkowski.
Lo studio di Rudolph Minkowski è stato soprattutto indirizzato alle supernovae delle quali, insieme con Walter Baade, sviluppò la classificazioni in due classi (Tipo I and Tipo II).
Ha scoperto la cometa non periodica C/1950 K1 Minkowski. È stato il co-scopritore, assieme a Wilson, dell'asteroide Apollo 1620 Geographos e scopritore della Nebulosa M2-9.

## Onorificenze
- Nel 1952 gli è stata assegnata la 250° Medaglia Donohoe [1]
- Nel 1961 ha ricevuto la Bruce Medal
- Nel 2007 gli è stato dedicato l'asteroide 11770 Rudominkowski [2]
- Gli è stato dedicato, assieme allo zio Hermann Minkowski, un cratere sulla Luna